# Егоровская (Кировская область)
 Егоровская  — опустевшая деревня в Афанасьевском районе Кировской области в составе Бисеровского сельского поселения.

## География
Расположена на расстоянии примерно 35 км на северо-восток по прямой от районного центра поселка  Афанасьево.

## История
Известна с 1891 года как починок Егорьевский на 9 семей, в 1905 году здесь (Егорьевское или Савенки) 9 дворов и 53 жителей, в 1926 (деревня Егоровская) 18 и 89, в 1950 18 и 28, в 1989 оставалось 4 человека.  

## Население
Постоянное население составляло 1 человек (русские 100%) в 2002 году, 0 в 2010.